# ネオ・ノワール
ネオ・ノワール（Neo-noir）はアメリカ合衆国の映画のジャンルの一つで、1945年から1960年にかけて流行したフィルム・ノワールの復興を目指したものである。
フランス語に起源を持つ「film noir」は直訳すると「暗黒映画」となり、従来の映画よりも陰影を利用した黒い画面で物語の不穏性・悲劇性を強調する特徴があり、ネオ・ノワールはテーマ、コンテンツ、スタイル、ヴィジュアルなどの要素がアップデートされている。
作家マーク・コナードは、ネオ・ノワールを「クラシック・ノワール時代の後に登場した、ノワールのテーマと感性を内包した映画」と定義している。また、ホーマー・B・ペッティは「フィルム・ノワールの土台にフォーカスを当てながら、様々なジャンルを統合した後期ノワール」と定義している。

## 歴史
「フィルム・ノワール」という語は、1946年にフランスの映画批評家ニーノ・フランクによって初めて用いられ、1955年にレイモン・ボルドとエティエンヌ・ショーメによって広まった。一方、「ネオ・ノワール」という語はジャンルの再定義が行われた1980年代以降に使用されるようになった。
クラシック・フィルム・ノワールが流行したのは、一般的に1940年代初頭から1950年代後半にかけてと言われている。これらの映画はアメリカの犯罪小説を題材にすることが多く、「ハードボイルド」とも称された。一方、こうした定義に反発する作家も現れた。ジェームズ・M・ケインは『郵便配達は二度ベルを鳴らす』『倍額保険』など映画化された小説を複数執筆しており、ハードボイルド小説家の第一人者と見なされているが、彼自身は「私はハードボイルドだろうが、その他のいかなる流派にも属していないし、それらの流派は批評家の想像の中にしか存在せず、現実に対応できるものではないだろう」と語っている。
1960年代以降、クラシック・ノワールの大作映画はほとんど製作されなくなり、クラシック・ノワールやネオ・ノワールは自主映画として製作されることが多くなった。ネオ・ノワールが独立したジャンルとして認識されるようになったのは1970年代以降であり、「ハードボイルド」「ネオ・クラシック」といったノワールやポスト・ノワールの用語は批評家や製作者の間で使用されることが少なくなった。

## 特徴
ネオ・ノワールはダッチアングル、フレーミング（光の影の相互作用、善悪の複雑化）、テーマ的モチーフ（復讐、パラノイア、距離効果）などの面でクラシック・ノワールを引用している。アメリカのクライム・ドラマ映画やサイコスリラー映画に代表されるように、フィルム・ノワールには共通のテーマやプロット、特徴的なヴィジュアル要素が存在する。登場キャラクターは困難な状況に置かれ、絶望やニヒリズム的な道徳観念の中から行動を選択するアンチヒーローとして描写されることが多い。また、映像的にはローキー照明、キアロスクーロ、通常と異なるカメラ配置などを多用し、パラノイアとノスタルジーの要素を持つノワールの雰囲気を演出する音楽を使用している。
ロバート・アーネットは「ネオ・ノワールはジャンルあるいはムーブメントとして不定形になっており、探偵や犯罪を題材にした映画であれば、全てが対象になってしまう」と指摘している。ラリー・グロスは、レイモンド・チャンドラーの小説を原作とした『アルファヴィル』『殺しの分け前/ポイント・ブランク』『長いお別れ』をネオ・ノワールに位置付けており、これらの映画は心理的側面よりも社会的側面にフォーカスを当てているという点で、クラシック・ノワールから脱却していると指摘している。ネオ・ノワールには暴力的な犯罪を犯すキャラクターが登場するが、これらのキャラクターはフィルム・ノワールのキャラクターのような動機や物語のパターンは持っていないことが多い。
ネオ・ノワールは世界市場の映画作品の要素を取り入れたことで、映画界でも大きな影響力を持つようになった。例としてクエンティン・タランティーノの作品は『友は風の彼方に』の影響を受けており、ノワール要素を取り入れた『レザボア・ドッグス』は彼の映画界での地位を確立させた。